# Köhlen
Köhlen est une ancienne ville allemande située au nord du pays, dans l'arrondissement de Cuxhaven du Land de Basse-Saxe.

## Géographie
Köhlen est située au sud de Bederkesa, entre Bremerhaven et Bremervörde.

## Quartiers
- Köhlen-Dorf
- Stühbusch
- Vorm Moor
- Desebreck